# Stagnicola elodes
Stagnicola elodes е вид коремоного от семейство Lymnaeidae.

## Разпространение
Видът е разпространен в Канада (Албърта, Британска Колумбия, Квебек, Лабрадор, Манитоба, Нова Скотия, Нунавут, Ню Брънзуик, Нюфаундленд, Онтарио, Остров Принц Едуард, Саскачеван, Северозападни територии и Юкон), Мексико (Агуаскалиентес, Гуадалупе, Долна Калифорния, Дуранго, Коауила де Сарагоса, Наярит, Нуево Леон, Сакатекас, Сан Луис Потоси, Синалоа, Сонора и Чиуауа) и САЩ (Айдахо, Айова, Аляска, Вашингтон, Върмонт, Илинойс, Индиана, Калифорния, Кентъки, Кънектикът, Масачузетс, Мейн, Минесота, Мисури, Мичиган, Монтана, Ню Джърси, Ню Йорк, Ню Мексико, Ню Хампшър, Орегон, Охайо, Пенсилвания, Род Айлънд, Северна Дакота, Уайоминг, Уисконсин, Южна Дакота и Юта).